# Barrage de Matemale
Le barrage de Matemale est intégré au Groupement d’Exploitation Hydraulique Aude-Arriège. Le GEH Aude-Arriège est l’un des 4 sous-ensembles de l’unité de production EDF Sud-Ouest, il gère 30 centrales hydroélectriques, dont 8 dans la vallée de l’Aude. Plus précisément, le barrage appartient au Groupement d’Usine d’Exploitation Aude-Tech.

## Géographie
En effet, l’installation régule le cours de l'Aude, c’est d’ailleurs la plus importante en activité sur le fleuve. Elle est située au pied de la station des Angles.

## Histoire
Le barrage a été construit en 1959, il a depuis fait l’objet de plusieurs visites décennales. En 1999 par exemple, une mise à sec avait été programmée afin de permettre une inspection complète de son parement et de sa tuyauterie.

## Caractéristique techniques
Étendu sur une superficie de 220 hectares, le barrage retient 20 millions de mètres cubes et assure un débit minimum du fleuve de 3 m3/s. L’infrastructure est un « barrage de poids », mesurant : 
- Longueur : 984 mètres
- Profondeur : 30 mètres